# با من بخوان

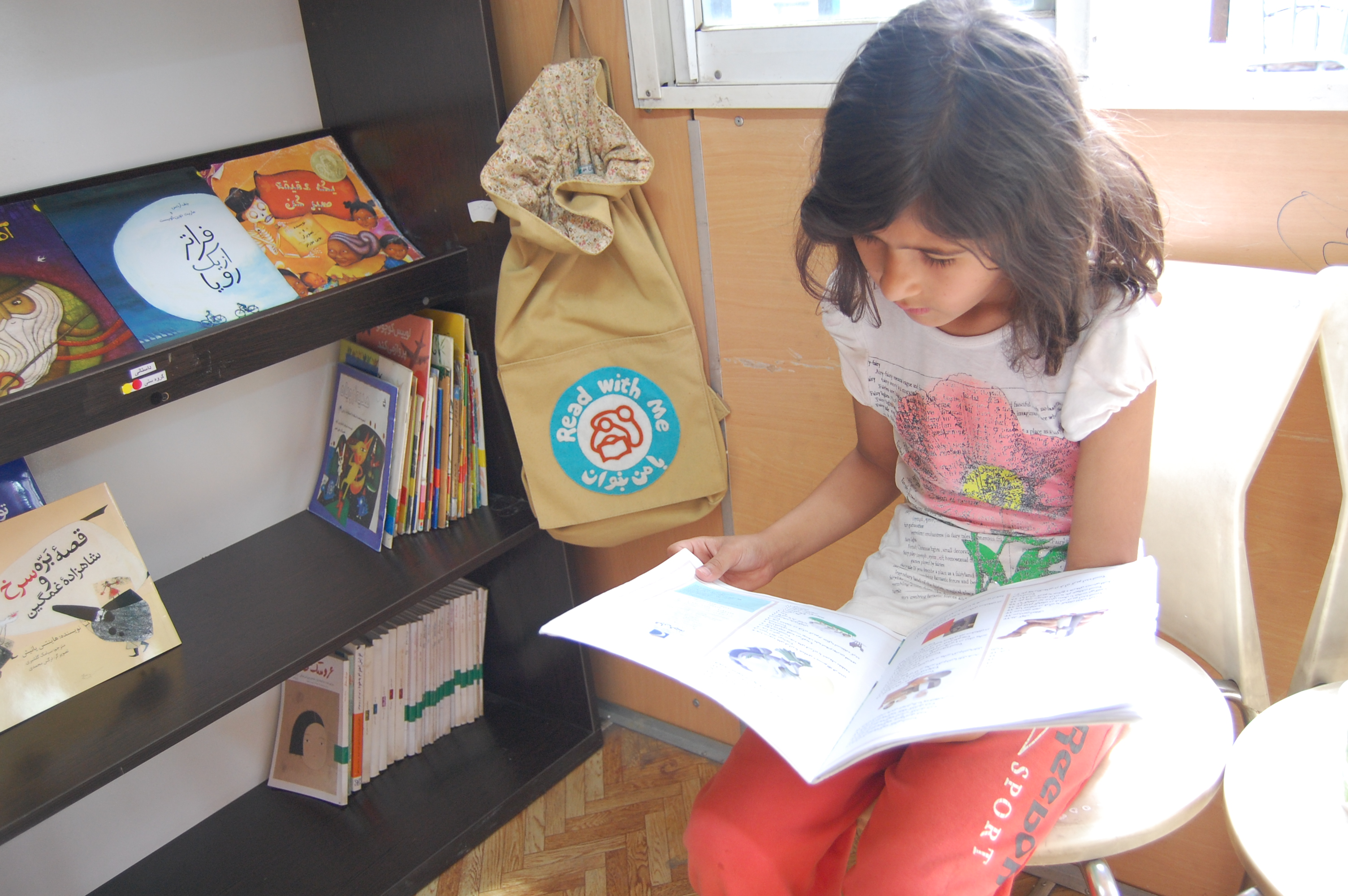
کودکی در حال کتاب‌خوانی در یک کتابخانه-کانکس در روستای اشرف‌آباد شهرری

با من بخوان یک برنامهٔ ترویج کتابخوانی است که از سوی موسسه پژوهشی تاریخ ادبیات کودکان برنامه‌ریزی و اجرا می‌شود. این برنامه کار خود را با اجرای یک طرح پایلوت در سال ۱۳۸۹ در روستای محمودآباد در حومهٔ شهرری تهران آغاز کرد و تا سال ۱۳۹۷ در نوزده استان ایران گسترش پیدا کرد. این برنامه بر اساس دسترس‌پذیر کردن کتاب‌های باکیفیت برای کودکان پایه‌ریزی شده‌است. برنامهٔ «با من بخوان» در مناطق مختلف از سوی نیکوکاران پشتیبانی می‌شود.

## شیوهٔ عمل
روش مورد استفادهٔ این برنامه برای ترویج خواندن، سهیم شدن کتاب به شیوهٔ بلندخوانی، بهبود سواد پایه از راه ادبیات و راه‌اندازی کتابخانه‌های کودک‌محور است. پروژه‌های مرکزهای زیر پوشش به صورت دوره‌های یک‌ساله تعریف می‌شوند. بدین منظور کتاب‌های مناسب با شرایط سنی و فرهنگی کودکان برای هر منطقه برگزیده می‌شوند. برنامهٔ با من بخوان به جز تأمین کتاب برای کلاس‌ها، مدرسه‌ها و کتابخانه‌ها، با آموزش آموزگاران مدرسه‌ها، مربیان مهدکودک‌ها و کتابداران و داوطلبان کتاب‌خوانی و آشنا کردن آنان با ادبیات کودک، کتاب‌های باکیفیت، بلندخوانی، شیوه‌های سهیم شدن کتاب با کودکان و رویکردهای خلاق آموزش سواد پایه از راه ادبیات امکان بهره‌مندی مؤثرتر از این کتاب‌ها را فراهم می‌کند. بازدیدهای دوره‌ای و نظارت مستمر بر کار افرادی که در کارگاه‌ها آموزش دیده‌اند یکی دیگر از اصول اجرایی این برنامه است. فعالیت‌ها و گزارش‌های مراکز زیر پوشش برای بررسی روند پیشرفت کار مستندسازی و ارزیابی می‌شوند.
برنامهٔ بهبود سواد پایه از راه ادبیات به ویژه در مناطق دوزبانه توانسته‌است اثرات پایداری بر آموزش کودکان داشته باشد و از سوی آموزش و پرورش و آموزگاران این منطقه‌ها مورد استقبال قرار گرفته‌است.

## گستردگی
از زمان راه‌اندازی برنامه تا سال تحصیلی ۹۸–۱۳۹۷، این برنامه در ۱۹ استان ایران اجرا شده و بیش از ۶۰٬۰۰۰ کودک و ۲۵۰۰ آموزگار را زیر پوشش قرار داده‌است. در سال ۱۳۹۵ برنامه با همکاری بنیاد کودک افغانستان در مزارشریف نیز اجرا شد. کودکان زیر پوشش برنامه از ۰ تا ۱۶ سال هستند و گروه‌های گوناگونی از کودکان از کودکان کار و خیابان، دانش‌آموزان مناطق محروم، کودکان درگیر با بیماری، کودکان در بحران پس از رخدادهای فاجعه‌بار طبیعی مانند زلزله و کودکان بی‌سرپرست و بد سرپرست را شامل می‌شود.

## همایش دوسالانهٔ با من بخوان و جایزه جبار باغچه‌بان، همزاد سیمرغ

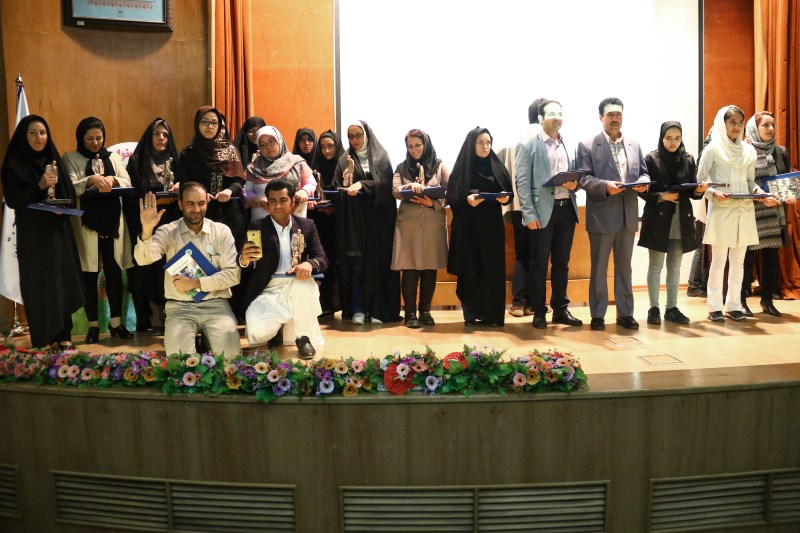
آموزگاران برگزیدهٔ با من بخوان در همایش سال ۱۳۹۵

با من بخوان هر دو سال یک بار برای سهیم شدن تجربه‌هایی که در راستای ترویج خواندن کسب کرده‌است، همایشی را همزمان با هفتهٔ کتاب برگزار می‌کند. در این همایش آموزگاران، مربیان و ترویج‌گران برتری که برنامه را به خوبی درک کرده‌اند و توانسته‌اند با کوشش و ابتکارهای فردی برنامه را ژرفا ببخشند معرفی می‌شوند و جایزهٔ جبار باغچه‌بان را دریافت می‌کنند. شرکت عمران آذرستان پشتیبان مالی این همایش و جایزه است و تندیس «جبار باغچه‌بان، همزاد سیمرغ» نیز توسط سجاد سلمان روغنی طراحی و ساخته شده‌است.

## حمایت‌ها و جایزه‌های داخلی و جهانی
با من بخوان در سال ۲۰۱6 (1395) برندهٔ جایزهٔ ترویج کتاب‌خوانی ایبی-آساهی شد. این جایزهٔ معتبر جهانی هر دو سال یک بار از سوی دفتر بین‌المللی کتاب برای نسل جوان (IBBY) به گروه یا موسسه‌ای اهدا می‌شود که سهم پایداری در اجرای برنامه‌های ترویج کتابخوانی کودکان و نوجوانان داشته باشد.
این برنامه در سال‌های ۲۰۱۷، ۲۰۱۸ و ۲۰۱۹ نیز نامزد دریافت جایزهٔ آسترید لیندگرن بوده‌است. در سال ۲۰۱۹ نهادهای شورای کتاب کودک ایران، انجمن بین‌المللی سوادآموزی (ILA) و شاخه‌های ملی IBBY در سوییس و بلژیک (فلاندرز)، سازمان‌هایی بودند که برنامه را برای این جایزه نامزد کردند. بسیاری از نویسندگان، تصویرگران و دانشگاهیان بین‌المللی از این برنامه حمایت کرده‌اند. فرهاد حسن‌زاده نیز در سال ۱۳۹۷ به حامیان این برنامه پیوست.
همچنین در سال ۲۰۱۶ با من بخوان نامزد جایزهٔ «آموزش برای توسعه پایدار یونسکو» بود.
برنامهٔ «با من بخوان» در سال ۱۳۹۳ در نخستین دورهٔ جشنواره تقدیر از مروجان کتاب‌خوانی معاونت امور فرهنگی وزارت فرهنگ و ارشاد اسلامی جزو پنج طرح برگزیده شناخته شد.
همچنین در سال 2022، زهره قایینی، سرپرست برنامه ی ترویج کتابخوانی «با من بخوان»، برنده ی جایزه ی جهانی ترویج‌گر برجسته خواندن  (ایبی- آی رید IBBY-iRead) شد.